# Jean Antoine Théodore de Gudin
Jean Antoine Théodore de Gudin (Parigi, 15 agosto 1802 – Boulogne-sur-Seine, 11 aprile 1880) è stato un pittore francese.

## Biografia

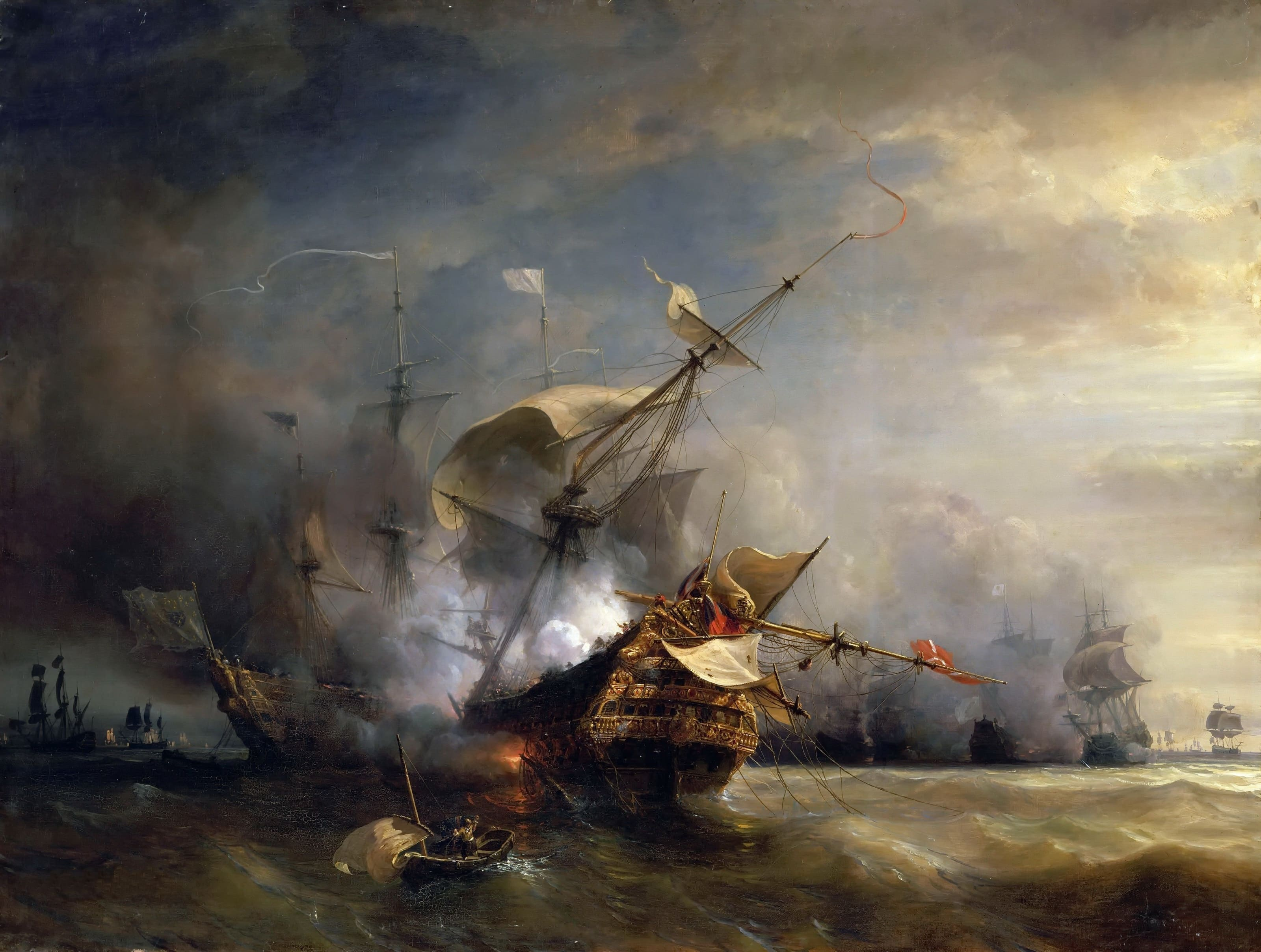
Gudin
Battaglia di Capo Lézard

Egli dipingeva soprattutto scene con navi e fu allievo di Anne-Louis Girodet de Roussy-Trioson. Gudin, altresì, fu, assieme a Louis-Philippe Crépin, uno dei primi Peintres de la Marine, alla corte di Luigi Filippo di Francia e Napoleone III.
Fu il maestro del pittore di marine François Pierre Barry (1813-1905) e padre della pittrice Henriette Gudin.